# Alessandro Gentile
Alessandro Gentile (nacido el 12 de noviembre de 1992 (32 años) en Maddaloni, Italia) es un jugador italiano de baloncesto que pertenece a la plantilla del Amici Pallacanestro Udinese de la Serie A2. Con 2,00 de estatura, juega en la posición de alero.

## Trayectoria
Se forma en la cantera del Pallacanestro Treviso, equipo donde se consagra en la temporada 2011-2012 como uno de los jugadores con más proyección en Italia. Este gran inicio de temporada, con promedios de 13 puntos, 4 rebotes y 1.3 asistencias hace que fiche en diciembre de 2011 por el Olimpia Milano por cuatro temporadas y una cláusula de escape a la NBA para la temporada 2013-2014.
Gentile comenzó la temporada 2016-17 en las filas del with Olimpia Milano, pero con la temporada ya iniciada y tras sonar para reforzar los grandes clubes europeos y posibles propuestas de NBA, abandonaría el conjunto italiano para jugar en el Panathinaikos BC. En las filas del club griego estaría hasta marzo de 2017.
En abril de 2017, Alessandro firma contrato por el Hapoel Jerusalén, equipo dirigido por su compatriota Simone Pianigiani.
Ese mismo año firma por el Virtus Verona de Italia donde hace unos grandes números que le sirve para dar el salto a la ACB.
En 2018 el Movistar Estudiantes le ficha tras 5 partidos de temporada con un balance 2-3 en busca de entrar en la Copa del Rey disputada en ese año en Madrid. Tras hablar con el base de Estudiantes Omar Cook y su compatriota y exjugador de Movistar Estudiantes Pietro Aradori se decide a fichar por el club madrileño.
Durante la temporada 2018-19, Gentile disputó 22 encuentros en el Movistar Estudiantes en el que jugó 24 minutos de promedio, en los que anotó 15,2 puntos por partido, cogió 4,1 rebotes y repartió 1,6 asistencias.
Durante la temporada 2019-20 jugó en el Dolimiti Energia Trentino de la LEGA, con medias de 15,1 puntos y 4,4 rebotes.
El 29 de septiembre de 2020, regresa al Movistar Estudiantes de la Liga Endesa, firmando un contrato temporal para cubrir la baja de Edwin Jackson.
El 1 de julio de 2021, firma por el Pallacanestro Varese de la Lega Basket Serie A.
El 14 de diciembre de 2022, firma por el Amici Pallacanestro Udinese de la Serie A2.

## Vida personal
Su padre es Ferdinando Gentile, entrenador y uno de los mejores jugadores de la historia del basket italiano y su hermano es Stefano Gentile, también jugador de baloncesto.

## Selección nacional
Gentile fue internacional en las categorías inferiores de Italia. En 2011 llevó  a la selección italiana Sub-20 a la medalla de plata en el Europeo disputado en Bilbao. Los italianos cayeron en la final frente a la España de Nikola Mirotić. Gentile terminó en el quinteto ideal del torneo, promediando 18,2 puntos, 3,1 rebotes y 2 asistencias por partido, siendo el líder de su selección y alcanzando momentos de elevadísimo nivel ofensivo.